# Žihárec
Žihárec (Hongaars: Zsigárd) is een Slowaakse gemeente in de regio Nitra, en maakt deel uit van het district Šaľa.
Žihárec telt 1.691 inwoners. De meerderheid van de bevolking is etnisch Hongaars.